# Elsdorf
Elsdorf é um município da Alemanha, localizado no distrito do Reno-Erft, Renânia do Norte-Vestfália.